# Aeroportul Quintero
Aeroportul Quintero (IATA: QTR, ICAO: SCER) este un aeroport din Quintero, Provincia Valparaíso, Regiunea Valparaíso, Chile ce deservește zona Quintero. A fost numit după zona deservită.
Situat la o altitudine de 3 m, aeroportul dispune de o singură pistă.